# Ziconotide
Le ziconotide (SNX-111 ; Prialt), également appelé ziconotide intrathécal (ITZ) en raison de sa voie d’administration, est un analgésique atypique pour l’amélioration de la douleur sévère et chronique . Dérivé du Conus magus, un escargot conique, c'est la forme synthétique d'un peptide ω-conotoxine. Il est 1000 fois plus puissant que la morphine .
En décembre 2004, la Food and Drug Administration a approuvé le ziconotide lorsqu'il est administré sous forme d'infusion dans le liquide céphalo-rachidien à l'aide d'un système de pompe intrathécale .

## Découverte
Le ziconotide est dérivé de la toxine de l'espèce d'escargot marin de forme conique du nom de Conus magus. Les scientifiques ont été intrigués par les effets des milliers de substances chimiques contenus dans les toxines des escargots marins depuis les premières enquêtes menées à la fin des années 1960 par Baldomero Olivera. Olivera, maintenant professeur de biologie à l'université de l'Utah, a été inspiré par les récits des effets mortels de ces toxines depuis son enfance aux Philippines. Le ziconotide a été découvert au début des années 1980 par le chercheur Michael McIntosh de l'université de l'Utah, alors qu'il sortait à peine du lycée et travaillait avec Baldomero Olivera.
Le ziconotide a été développé en un médicament fabriqué artificiellement par Elan Corporation. Il a été approuvé pour la vente sous le nom de Prialt par la Food and Drug Administration des États-Unis le 28 décembre 2004 et par la Commission européenne le 22 février 2005. Azur Pharma a acquis les droits mondiaux (hors Europe) de Prialt en 2010.

## Mécanisme d'action
Le ziconotide est une molécule hydrophile facilement soluble dans l'eau et pratiquement insoluble dans l'éther méthyl-t-butylique. Il agit comme inhibiteur du canal calcique voltage-dépendant de type N,. Cette action inhibe la libération de substances neurochimiques pro-nociceptives comme le glutamate, le peptide lié au gène de la calcitonine (CGRP) et la substance P dans le cerveau et la moelle épinière, ce qui soulage la douleur.

## Usage thérapeutique
En raison des effets secondaires ou du manque d'efficacité lorsqu'il est administré par des voies plus courantes, telles que par voie orale ou intraveineuse, la voie intrathécale (IT, c'est-à-dire directement dans le liquide céphalorachidien) reste la seule méthode utilisée pour cette molécule. Comme il s'agit de la méthode d'administration médicamenteuse la plus coûteuse et la plus invasive et qu'elle comporte des risques supplémentaires, le traitement par le ziconotide est généralement considéré comme approprié (comme en témoigne la gamme d'utilisation approuvée par la FDA aux États-Unis) uniquement pour « la gestion de douleur chronique sévère chez les patients pour lesquels un traitement intrathécal (IT) est justifié et qui sont intolérants ou réfractaires à d'autres traitements, tels que les analgésiques systémiques, les thérapies d'appoint ou la morphine IT. » Des recherches sont en cours pour déterminer si le ziconotide peut être formulé d'une manière qui lui permettrait d'être administré par des moyens moins invasifs,.
Cependant, cela doit être mis en balance avec le niveau élevé de prise en charge de la douleur, à la fois en termes de degré et de durée, et le manque apparent de tolérance et d'autres signes de dépendance même après un traitement prolongé ainsi que la nécessité d'alternatives au d'autres thérapies qui n'ont pas fonctionné pour le patient. Le ziconotide est également contre-indiqué chez les patients présentant certains troubles mentaux préexistants (par exemple, la psychose) en raison de leur sensibilité plus marquée à certains effets secondaires graves, ce qui a été prouvé.

## Effets indésirables
Les effets indésirables les plus courants sont les étourdissements, les nausées, la confusion, le nystagmus et les maux de tête. D'autres peuvent inclure faiblesse, hypertonie, ataxie, vision anormale, anorexie, somnolence, instabilité des pieds, vertiges, rétention urinaire, prurit, transpiration accrue, diarrhée, nausées, vomissements, asthénie, fièvre, frissons, sinusite, spasmes musculaires, myalgie, insomnie, anxiété, amnésie, tremblements, troubles de la mémoire et troubles psychiatriques induits. D'autres effets secondaires moins fréquents mais toujours cliniquement significatifs comprennent les hallucinations auditives et visuelles, les pensées suicidaires, l'insuffisance rénale aiguë, la fibrillation auriculaire, les accidents cardiovasculaires, la septicémie, la dépression nouvelle ou aggravée, la paranoïa, la désorientation, la méningite et les convulsions . Par conséquent, il est contre-indiqué chez les personnes ayant des antécédents de psychose, de schizophrénie, de dépression clinique et de trouble bipolaire . Des incidents récents suggérant un lien entre le traitement intrathécal par le ziconotide et un risque accru de suicide ont conduit à des appels à une surveillance psychiatrique stricte et continue des patients pour éviter que le suicide ne se produise chez les personnes vulnérables. Il n'y a pas d'antidote connu.

## Structure
Le ziconotide est un peptide avec la séquence d'acides aminés H-Cys -Lys-Gly-Lys-Gly-Ala-Lys-Cys-Ser-Arg-Leu-Met-Tyr-Asp-Cys-Cys-Thr-Gly-Ser -Cys-Arg-Ser-Gly-Lys-Cys-NH2 et contient trois liaisons disulfure.

## Brevets
Le médicament a été breveté par Neurex Corp., une société américaine achetée en 1998 par Élan Corporation, plc d'Irlande. Les brevets américains cédés à Elan comprennent (en) Brevet U.S. 5,859,186 (en) Brevet U.S. 5,795,864 (en) Brevet U.S. 5,770,690, (en) Brevet U.S. 5,587,454 (en) Brevet U.S. 5,795,864 (en) Brevet U.S. 5,770,690 (en) Brevet U.S. 5,795,864 (en) Brevet U.S. 5,770,690 (en) Brevet U.S. 5,859,186, (en) Brevet U.S. 5,795,864 (en) Brevet U.S. 5,770,690 (en) Brevet U.S. 5,587,454 et 5 (en) Brevet U.S. 5,559,095 .